# Guludasj
Guludasj (azerbajdzjanska: Quludaş zirvəsi) är ett berg i bergskedjan Talysj i sydöstra Azerbajdzjan.